# Sanna Irshad Mattoo
Sanna Irshad Mattoo (Urdu ثنا ارشاد متو; * 1993 in Srinagar, Jammu und Kashmir) ist eine indische Fotojournalistin und Dokumentarfotografin, die 2022 mit dem Pulitzer-Preis ausgezeichnet wurde.
Sanna Irshad Mattoo stammt aus einer kaschmirischen muslimischen Familie und studierte Journalismus an der Central University of Kashmir. Im Jahr 2021 wurde sie Stipendiatin der Magnum Foundation für Fotografie und soziale Gerechtigkeit. Sie arbeitet für die Nachrichtenagentur Reuters und ihre Arbeiten wurden in Zeitungen und Magazinen auf der ganzen Welt veröffentlicht, sowie bei Ausstellungen und Festivals gezeigt. Gemeinsam mit den Reuters-Fotojournalisten Adnan Abidi, Amit Dave und dem 2021 verstorbenen Danish Siddiqui wurde Mattoo für Fotoserien zur COVID-19-Pandemie in Indien ausgezeichnet.
Mattoo, die über ein gültiges US-Visum und ein Flugticket verfügte, wurde am 18. Oktober 2022 von den Einwanderungsbehörden am Indira Gandhi International Airport aufgehalten und daran gehindert, an der für den 20. Oktober geplanten Verleihung des Pulitzer-Preises in New York teilzunehmen, während die anderen beiden Journalisten ausreisen durften. Sie postete auf Twitter ein Foto ihres Tickets mit dem Stempel der Einwanderungsbehörde „canceled without prejudice“. Die Behörden haben keinen Grund für die Stornierung ihrer internationalen Reise angegeben. 2022 war nicht das erste Mal, dass Mattoo an einer Reise gehindert wurde. Am 2. Juli 2020 wurde sie von den Behörden auf dem Flughafen von Delhi daran gehindert, nach Frankreich zu fliegen, um als eine der zehn Preisträgerinnen des Serendipity Arles Grant 2020 an einer Buchvorstellung und einer Fotoausstellung teilzunehmen. Ein Grund wurde ihr für die Stornierung ihres Fluges nicht genannt.
Der US-Kongressabgeordnete Adam Schiff sprach sich für die Pressefreiheit aus und sagte, er sei beunruhigt über das Flugverbot für Mattoo bei der Entgegennahme des Pulitzer-Preises und dass die Bemühungen, die Medien zu schikanieren und zum Schweigen zu bringen, ein Ende haben müssten.